# ينفوخ قتكتي
ينفوخ قتكتي (الاسم العلمي: Tetraodon cutcutia) هي نوع من الأسماك يتبع جنس الينفوخ من الفصيلة الينفوخية.